# 로플루밀라스트
로플루밀라스트(roflumilast)는 닥사스(Daxas), 달리레스프(Daliresp) 등의 상품명으로 판매되는 약제로, 선택적 지속성 포스포다이에스터레이스-4 억제제(PDE4 억제제)로 작용한다. 항염증 효과가 있어 만성 폐쇄성 폐질환(COPD) 같은 폐의 염증성 질환 치료를 위해 경구 투여한다.
2010년 6월, 만성 기관지염을 동반한 중증 COPD를 적응증으로 유럽연합에서 사용을 승인했다. 2011년 6월에는 COPD 급성 악화의 완화를 적응증으로 미국 FDA에서 사용 허가를 내렸다. 복제약으로 이용 가능하다.

## 의학적 사용
로플루밀라스트의 적응증은 중증 COPD 치료, 그리고 판상 건선 치료이다. 또한 중증 COPD의 악화를 예방하는 데에도 사용한다.

## 부작용
발생률 1~10%로 비교적 흔한 부작용에는 설사, 체중 감소, 구역질, 두통, 불면증, 식욕부진, 복통, 비염, 부비동염, 요로감염증, 우울감 등이 있다.

## 작용 기전
로플루밀라스트는 포스포다이에스터레이스-4 억제제로, 효소의 일종인 포스포다이에스터레이스-4(PDE-4)에 직접 결합해 효과를 차단한다. PDE-4는 COPD의 발병 기전에 관여하는 다양한 염증성 세포에서 발현하는 것으로 알려져 있다. 로플루밀라스트 자체가 직접적인 기관지확장제로서 효과를 보이지는 않으나, 만성 염증을 경감시키는 효과가 있으므로 이미 사용 중인 기관지확장제에 추가해서 보조 약제로서 주로 사용한다.